# Alice Kaluza
Alice Kaluza   (Frankfurt del Main, 23 de desembre de 1920 - 31 d'octubre de 2017) nascuda Alice Walther, va ser una ballarina, mestre de ballet i coreògrafa alemanya.

## Biografia
Alice Kaluza va créixer a Frankfurt del Main i va assistir a l'escola primària allà. Se li va negar l'accés a les escoles secundàries durant l'època nacionalsocialista per motius polítics, ja que la seva mare era regidora del KPD i el seu pare era sindicalista. Als 14 anys va començar la seva formació com a ballarina al Dr. Conservatori Hoch de Frankfurt. Als 17 anys va rebre el seu primer compromís com a ballarina solista a Trier. Al mateix temps, va prendre classes d'actuació. Va ballar i interpretar obres de teatre, òperes i operetes a Trier, Saarbrücken, Magdeburg i Mönchengladbach.
L'any 1947 va fundar el "Tanzbühne" a Frankfurt i va fer una gira per Alemanya i Suïssa amb aquest conjunt, i també va treballar com a coreògrafa i directora al Hessische Landesbühne i al Frankfurt Theatre am Zoo. El 1954 va ser contractada com a mestressa de ballet a l'Òpera Estatal de Berlín (RDA) i va ser convidada a una actuació convidada a l'Opera Națională București amb el seu cicle "Mensch in der Zeit". Després de diferències amb els funcionaris culturals de Berlín Est, va tornar a Frankfurt aquell mateix any i va fundar un centre de formació per a la dansa i la interpretació. Com a directora i coreògrafa, també va treballar per a l'"Städtische Bühnen" Frankfurt i el "Fritz Rémond- Theatre" al Zoo.

Com a ballarina, es va allunyar tant del ballet clàssic com de la dansa expressiva, tal com la practicaven Mary Wigman i Gret Palucca. Kaluza va definir la dansa com un procés intel·lectual. Cada moviment ha d'anar precedit de pensament. Al final de la seva carrera com a ballarina solista, va publicar el manifest de la "N.N. Dance" a Viena l'any 1960, en què resumia el seu concepte teòric de la següent manera:
| «             | El moviment i les formes de pas de la nova dansa no estan lligats a un sistema. … Un moment essencial de la nova dansa és el “no moviment”. … The New Dance és una confrontació incòmoda. | » |
| — N.N. Dance, | |   |

El 2004 va actualitzar les seves tesis; Des d'aleshores parla de «dansa filosòfica»:
| «             | La situació espiritual configura la dansa: la dansa s'ha d'entendre com una reflexió abstracta sobre les situacions socials. | » |
| — N.N. Dance, | |   |

Es va traslladar a Bad Homburg vor der Höhe el 1963 amb la seva escola tècnica de dansa i interpretació reconeguda per l'estat, "Studio Kaluza". Allà va fer noves produccions amb les seves pròpies coreografies cada any amb els seus alumnes. Musicals que va escriure amb nens com "Zehn kleine Negerlein" (1971) i "Philifax" (1973) es van emetre per televisió (ARD), peces socialment i crítiques en el temps amb el grup de dansa de cambra com "Hommage to Goya" (1978). ), "Banality des Lebens" (1992) i "Le train du temps" (2001) van rebre una cobertura de premsa positiva.
El 30 de setembre de 2008, Kaluza, de 87 anys, va tancar el seu estudi de dansa. Va morir el 31 d'octubre de 2017.

## Premi
El 2007, Alice Kaluza va rebre l'Orde al Mèrit de la República Federal Alemanya.

## Publicacions
- Alice Kaluza: Manifest de N.N.Dance. Viena, 1960.
- Alice Kaluza: Sobre el moviment de la dansa N.N. o.O., 1960.